# Deutsche Fußballmeisterschaft der A-Junioren 1992/93
Die deutsche Fußballmeisterschaft der A-Junioren 1993 war die 25. Auflage dieses Wettbewerbes. Meister wurde der FC Augsburg, das im Finale den 1. FC Kaiserslautern mit 3:1 besiegte.

## Teilnehmende Mannschaften
An der A-Jugendmeisterschaft nahmen 17 Landesverbandsmeister teil. Dazu kamen aus der Oberliga Nord die jeweils bestplatzierten Vereine aus Schleswig-Holstein, Hamburg, Bremen und Niedersachsen. Eintracht Trier nahm im Rheinland den Platz von JSG Salmrohr ein die als Jugendspielgemeinschaft nicht an der Endrunde teilnehmen durfte!
| Regionalverband Nord                                                                                                   | Regionalverband West                                                                       | Regionalverband Südwest                                                                    | Regionalverband Süd | Regionalverband Nordost |
| --- | ------------------------------------------------------------------------------------------ | ------------------------------------------------------------------------------------------ | --- | --- |
| - Schleswig-Holstein: 1. FC Phönix Lübeck - Hamburg: Hamburger SV - Bremen: Werder Bremen - Niedersachsen: Hannover 96 | - Westfalen: Borussia Dortmund - Mittelrhein: 1. FC Köln - Niederrhein: Fortuna Düsseldorf | - Rheinland: Eintracht Trier - Südwest: 1. FC Kaiserslautern - Saarland: 1. FC Saarbrücken | - Hessen: Eintracht Frankfurt - Baden: Karlsruher SC - Südbaden: \| FC Konstanz - Württemberg: VfB Stuttgart - Bayern: FC Augsburg | - Mecklenburg-Vorpommern: FC Hansa Rostock - Brandenburg: Frankfurter FC Viktoria - Berlin: FC Hertha 03 Zehlendorf - Sachsen-Anhalt: Hallescher FC - Thüringen: FC Carl Zeiss Jena - Sachsen: \| VfB Leipzig |

## Vorrunde
Hinspiele: So 23.05. Rückspiele: Do 27.05.
|                      | Gesamt |                    | Hinspiel | Rückspiel |
| -------------------- | ------ | ------------------ | -------- | --------- |
| 1. FC Kaiserslautern | 4:1    | Hallescher FC      | 3:0      | 1:1       |
| VfB Stuttgart        | 5:0    | Fortuna Düsseldorf | 2:0      | 3:0       |
| FC Konstanz          | 03:10  | Borussia Dortmund  | 1:3      | 2:7       |
| VfB Leipzig          | 3:4    | 1. FC Köln         | 2:1      | 1:3       |
| FC Hansa Rostock     | 2:3    | Karlsruher SC      | 1:1      | 1:2       |

## Achtelfinale
Hinspiele: So 06.06. Rückspiele: Mi/Do 09./10.06.
|                         | Gesamt          |                         | Hinspiel | Rückspiel |
| ----------------------- | --------------- | ----------------------- | -------- | --------- |
| Hannover 96             | 2:5             | SV Werder Bremen        | 0:2      | 2:3       |
| 1. FC Phönix Lübeck     | 00:14           | Eintracht Frankfurt     | 0:2      | 00:12     |
| Frankfurter FC Viktoria | 01:12           | 1. FC Köln              | 1:3      | 0:9       |
| FC Augsburg             | 7:4             | FC Hertha 03 Zehlendorf | 4:3      | 3:1       |
| Eintracht Trier         | 02:19           | VfB Stuttgart           | 1:5      | 01:14     |
| Karlsruher SC           | 6:1             | 1. FC Saarbrücken       | 3:0      | 3:1       |
| FC Carl Zeiss Jena      | 1:1 (5:3 i. E.) | Hamburger SV            | 2:1      | 1:2       |
| Borussia Dortmund       | 2:4             | 1. FC Kaiserslautern    | 1:0      | 1:4       |

## Viertelfinale
Hinspiele: So 13.06. Rückspiele: So 20.06.
|                    | Gesamt          |                      | Hinspiel | Rückspiel |
| ------------------ | --------------- | -------------------- | -------- | --------- |
| SV Werder Bremen   | 3:2             | Eintracht Frankfurt  | 0:0      | 3:2       |
| 1. FC Köln         | 5:6             | FC Augsburg          | 0:2      | 5:4       |
| VfB Stuttgart      | 5:2             | Karlsruher SC        | 4:1      | 1:1       |
| FC Carl Zeiss Jena | 3:3 (6:7 i. E.) | 1. FC Kaiserslautern | 2:2      | 1:1       |

## Halbfinale
Hinspiele: Mi 23.06. Rückspiele: So 27.06.
|                  | Gesamt          |                      | Hinspiel | Rückspiel |
| ---------------- | --------------- | -------------------- | -------- | --------- |
| SV Werder Bremen | 6:6 (4:5 i. E.) | FC Augsburg          | 6:4      | 0:2       |
| VfB Stuttgart    | 2:5             | 1. FC Kaiserslautern | 2:3      | 0:2       |

## Finale
| FC Augsburg                                                     | FC Augsburg | 1. FC Kaiserslautern | 1. FC Kaiserslautern |
| --------------------------------------------------------------- | --- | --- | -------------------- |
| FC Augsburg                                                     | \| Sonntag, 4. Juli 1993 um 11:00 Uhr in Augsburg (Rosenaustadion) \| \| Ergebnis: 3:1 (0:0) \| \| Zuschauer: 12.000 \| \| Schiedsrichter: Kurt Wittke (Mönchzell) \|                                                                                    | \| Sonntag, 4. Juli 1993 um 11:00 Uhr in Augsburg (Rosenaustadion) \| \| Ergebnis: 3:1 (0:0) \| \| Zuschauer: 12.000 \| \| Schiedsrichter: Kurt Wittke (Mönchzell) \|                                                                                  | 1. FC Kaiserslautern |
| FC Augsburg                                                     | Michael Fuchs – Matthias Meier – Thomas Meggle, Patrick Neumann – Andreas Dobler, Frank Gerster, Holger Bachthaler, Michael Rösele, Werner Böhringer (63. Arno Schwalie) – Mario Söhner, Berkant Oral (86. Thomas Luichtl) Cheftrainer: Heiner Schuhmann | Thorsten Hanewald – Thomas Hengen – Sascha Stöbener, Heiko Völker – Steffen Volz, Ralf Leipold, Stefan Caporaso, Markus Berndt, Thomas Riedl (77. Thorsten Wendling) – Marco Dittgen, Micha Lautenschläger (68. Mario Becker) Cheftrainer: Ernst Diehl | 1. FC Kaiserslautern |
| FC Augsburg                                                     | 1:1 Frank Gerster (72.) 2:1 Thomas Meggle (75.) 3:1 Michael Rösele (88.) | 0:1 Marco Dittgen (50.) | 1. FC Kaiserslautern |
| FC Augsburg                                                     | Böhringer, Meggle | Berndt, Leipold | 1. FC Kaiserslautern |
| Sonntag, 4. Juli 1993 um 11:00 Uhr in Augsburg (Rosenaustadion) | | |                      |
| Ergebnis: 3:1 (0:0)                                             | | |                      |
| Zuschauer: 12.000                                               | | |                      |
| Schiedsrichter: Kurt Wittke (Mönchzell)                         | | |                      |